# Szteroidok

A szteroidok IUPAC által ajánlott nomenklaturája

A szteroidok perhidro-ciklopentano-fenantrénvázat vagy más néven gonánvázat tartalmazó, a lipidek családjába tartozó szerves molekulák. A szteránvázas vegyületek a IUPAC által szabályozott elnevezése a következő: a molekulában részt vevő gyűrűket az (angol) ábécé A, B, C, D betűivel jelöljük, melyek közül az A, B és C ciklohexán, D pedig ciklopentán, a gyűrűt alkotó szénatomok számozása pedig az ábrán látható.
A szteroidok családjába tartozik például a koleszterin, a férfi nemi hormonok közül a tesztoszteron, a női nemi hormonok közül az ösztradiol, gyógyszerek közül pedig a legismertebb a dexametazon.
Az állatokban, gombákban és növényekben több száz szteránvázas vegyület fordul elő. A szteroidok előállítása a sejtekben történik: állatok és gombák esetén lanoszterinból, növények esetén pedig cikloarteninből. Mindkét kiindulási vegyület a szkvalén nevű triterpén típusú molekulából keletkezik ciklizációs (gyűrűzáródásos) folyamat révén.

## Szerkezet
A szteroidok alapvázához, a gonánhoz kapcsolódó – 18-as és 19-es számmal jelölt – szénatom által meghatározott metilcsoportokat anguláris metilcsoportoknak nevezzük, melyek helyzete a molekula sztereokémiája szempontjából meghatározó. Az A és B elnevezésű gyűrű ugyanis kapcsolódhat egymáshoz cisz és transz helyzetben is, transz kapcsolódás esetén a 19-es szénatom és az 5-ös szénatomon található hidrogénatom ellentétes térfélen található, így α-jelölést kap, míg cisz kapcsolódás esetén azonos térfélen található, így β-jelölést kap. A természetes szteránvázas vegyületek nagy részében A és B gyűrű transz helyzetű.
A 17-es szénatomhoz kapcsolódó szénhidrogénláncok, illetve a gyűrűkhöz kapcsolódó egyéb funkciós csoportok alapján szokás megkülönböztetni a szteroidokat. Koleszterinmolekula esetében a C-17-hez kapcsolódó csoport kolesztán, a 3-as szénatomon pedig található egy hidroxilcsoport.

## Csoportosítás

### Rendszertani/funkciós
- Állati

Tesztoszteron

  - Rovarokban: ekdiszteroidok, például az ekdiszteron, amely a vedlésért felelős
  - Gerincesekben 
    - Szteroidhormonok
      - nemi hormonok: tesztoszteron, androszteron (férfi), ösztradiol (női), progeszteron (gesztagén)
      - kortikoszteroidok (glukokortikoidok és mineralokortikoidok): a glukokortikoidok a metabolizálásban és az immunrendszer megfelelő működésében vesznek részt, a mineralokortikoidok a vese só- és vízháztartásáért felelősek. A legtöbb szteroid típusú gyógyszerhatóanyag ide tartozik.
      - anabolikus szteroidok: az androgén receptorokkal való kölcsönhatás során fokozzák az izom (fehérjeszintézis) és csontnövekedést

    - Koleszterin: a sejtmembrán kettős lipidrétegének folyékonyságát szabályozza, lerakódása okozza az érelmeszesedést (atherosclerosis)
- Növényi
  - fitoszterinek
  - brasszinoszteroidok
- Gombák
  - ergoszterinek

### Szerkezeti
Kémiai összetétel/funkciós csoportok alapján is osztályozhatjuk a szteroidokat:
| Típus        | Példa         | Szénatomok száma |
| ------------ | ------------- | ---------------- |
| kolesztánok  | koleszterin   | 27               |
| kolánok      | kólsav        | 24               |
| pregnánok    | progeszteron  | 21               |
| androsztánok | tesztoszteron | 19               |
| ösztránok    | ösztradiol    | 18               |

## Kapcsolódó lapok
- szterol